# Rudolf Krčil
Rudolf Krčil (ur. 5 marca 1906, zm. 3 kwietnia 1981), czeski piłkarz, pomocnik. Srebrny medalista MŚ 34.

## Kariera sportowa
W reprezentacji Czechosłowacji zagrał 20 razy. Debiutował 28 czerwca 1929 w meczu z Jugosławią, ostatni raz zagrał w 1935. Podczas MŚ 34 wystąpił we wszystkich czterech spotkaniach Czechosłowacji w turnieju. Był wówczas piłkarzem Slavii Praga.